# Santander World
Santander World fue una exposición de arte urbano en la que cinco esculturas vistieron de arte el frente marítimo de la ciudad de Santander, Cantabria, España.[actualizar] Las esculturas representan a los cinco continentes con motivo de la celebración del Campeonato Mundial de Vela Olímpica de 2014. El proyecto fue creado y dirigido por el arquitecto cántabro José Ángel Cicero con el apoyo directo del Ayuntamiento de Santander y su alcalde Iñigo de la Serna, quien dijo que Santander World, representa la "aspiración de una ciudad pequeña y humilde pero que tiene una clara vocación cosmopolita y de apertura al mundo". El proyecto ha dejado nuevas "huellas" de arte en Santander, además de ser considerado como figura iconográfica del evento deportivo.

## Concepto
La idea del proyecto es representar a los 5 continentes del mundo. Cinco esculturas idénticas entre sí intervenidas por 5 artistas profesionales de estilos artísticos muy bien diferenciados, se encargarán de rediseñar la superficie de la escultura. Los artistas son miembros de la Asociación Cántabra de Artes Visuales (ACAV). El resultado son las 5 esculturas diferentes que representan a uno de los continente del mundo. Cada escultura recibe el nombre de Pipol del inglés "People" y fue el arquitecto cántabro José Ángel Cicero quien hizo el diseño de la figura basado en el "Happy Man".
A cada artista se le entregó una escultura de chapa de acero totalmente en blanco para que el artista le diera vida y personalidad. La construcción estuvo a cargo de Julián López del Campo con un tamaño aproximado de 4 m de altura.
El espectador puede ver la misma escultura con un aspecto diferente, por lo que cada pieza es única, con un planteo y concepto diferente.

## Los continentes y los artistas
Los continentes y los artistas que trabajaron en el proyecto fueron:
- Europa (artista: Emeric Minaya) su escultura representa "una Europa unificada y que apuesta por la paz", por ello el uso del "color plata" como "símbolo de la paz y de la unión" , la plata le da un aire muy tecnológico a la pieza. La escultura en el centro tiene esferas de diferentes tamaños (como burbujas) diseminadas por la superficie de la escultura que representan las diferentes poblaciones de una Europa unida, de ahí la elección de un color uniforme para toda la composición.[5][3] "Europa es cuna de la cultura occidental, por eso las esferas de la pieza se extienden desde el centro hacia el exterior en forma de explosión, se perciben como elementos tecnológicos, espaciales y globales. Elementos presentes en la Europa de nuestros días", dice el artista.[6]

- África (artista: Jose Luis Ochoa) el artista ha utilizado el color negro para representar la "simbología africana" y polvo de hierro para crear un óxido que muestra la "fusión del agua y la tierra". Se ha servido de polvo de hierro mezclado con barniz al agua para crear distintas huellas y estratos en la pieza. Hace alusiones al mar, los fenómenos naturales e inscripciones y dibujos de los diferentes tribus y etnias.[5][3]

- Oceanía (artista: Tomás Hoya) es una pieza que representa por un lado a la naturaleza y, por el otro, la etnografía y cultura del continente.[5][3] La obra, es una alegoría donde el mar se extiende circularmente rodeando la naturaleza y la fauna, abraza la obra fluyendo por sus costados hasta desembocar, al otro lado, en las orillas de la cultura. Los peces no conocen fronteras y atraviesan graciosamente el conjunto solos, o agrupados en archipiélagos de colores. Las velas del barco unen a los territorios vecinos, las culturas, atraviesan el cielo de esta alegoría arrojando su sombra sobre los colmillos de la máscara-sol, máscara que convierte a toda la obra en un poderoso tótem marino.[6]

- Asia (artista: María Centeno) es una escultura que representa la "tradición, espiritualidad y hermetismo" de éste continente, utilizando los colores blanco y negro y revistiendo la pieza con tacos de madera para mostrar la "superpoblación" de este continente.[5][3] La artista buscó crear una pieza de carácter serio, austero, que invitase a la introspección y la reflexión. Ella trabajó la pieza dándole un tratamiento tridimensional, intentando no solo dotar de piel a la estructura sino de modificar sus volúmenes, busca realizar un trabajo puramente escultórico.[6]

- América (artista: Sandra Suárez) "el color es el protagonista indiscutible" en esta pieza, que representar la parte "más indígena" del continente y su naturaleza. Así, la parte superior representa el cielo, la parte intermedia la tierra y la parte inferior el mar.[5][3] Dice la artista "Mi obra es muy fauvista, tiene influencias de los años que viví en Brasil. El color es el protagonista indiscutible de mi trabajo. Espero que mi escultura refleje la luz y la alegría de América".[6]

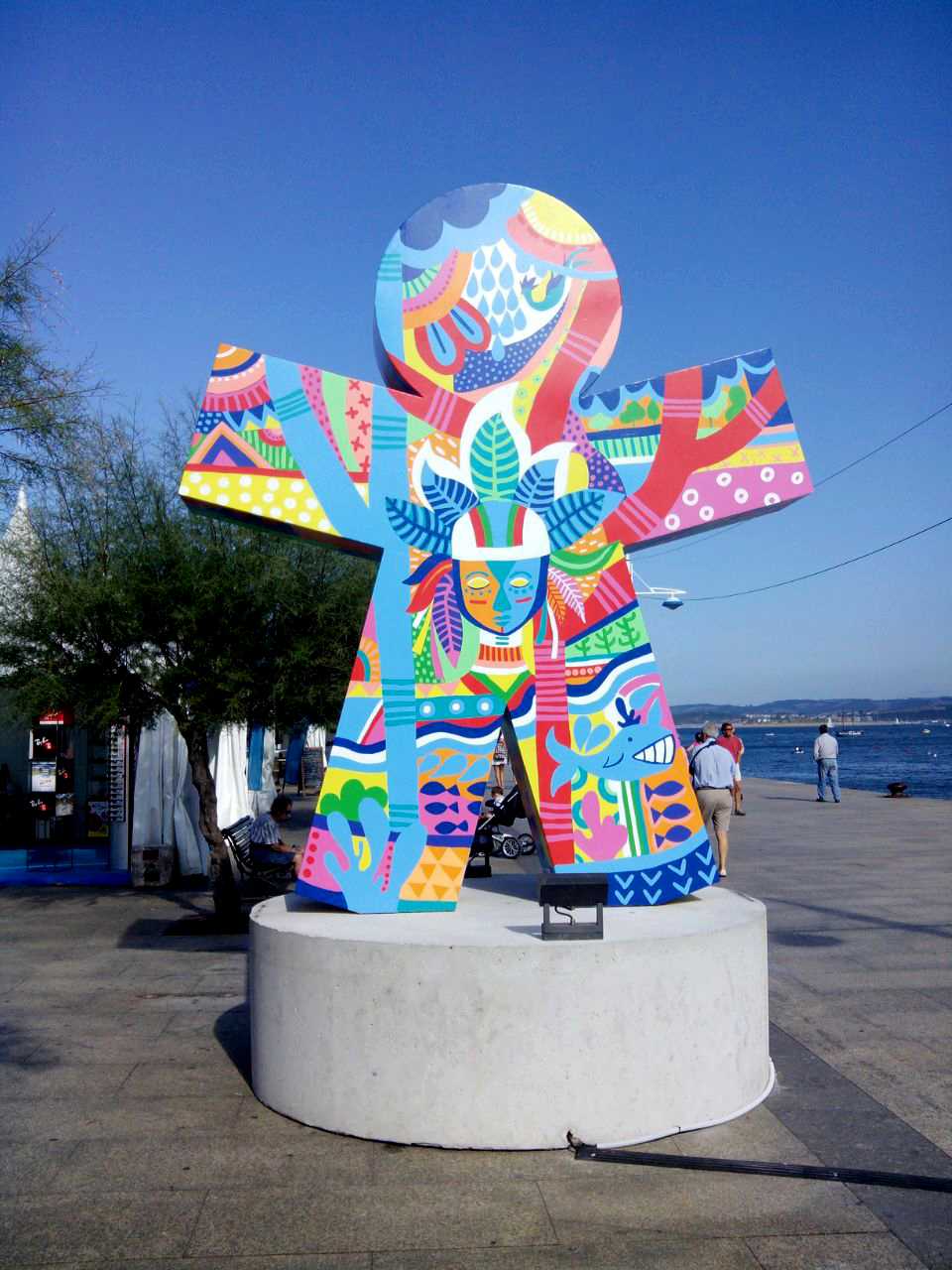
Escultura de América
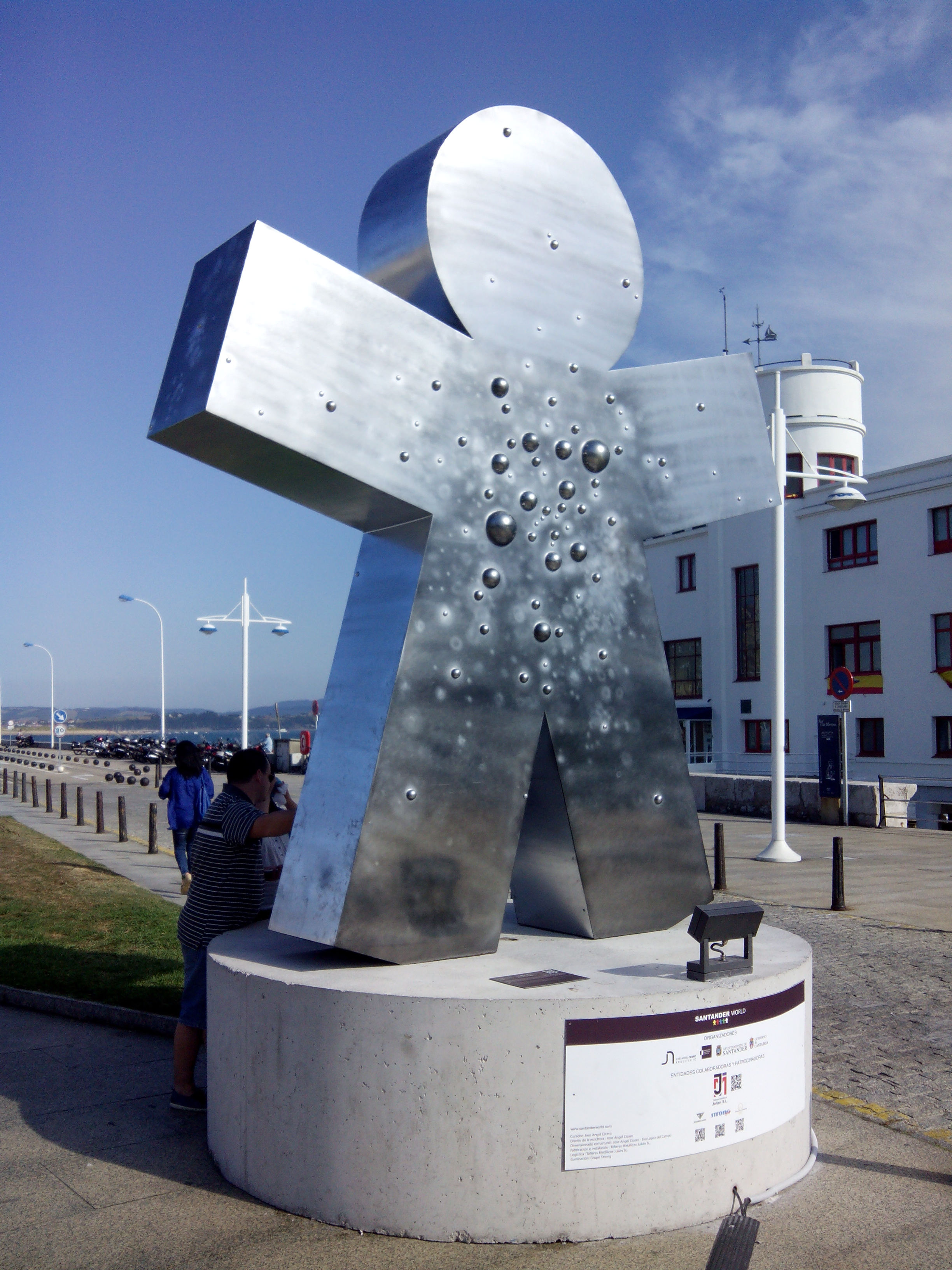
Escultura de Europa
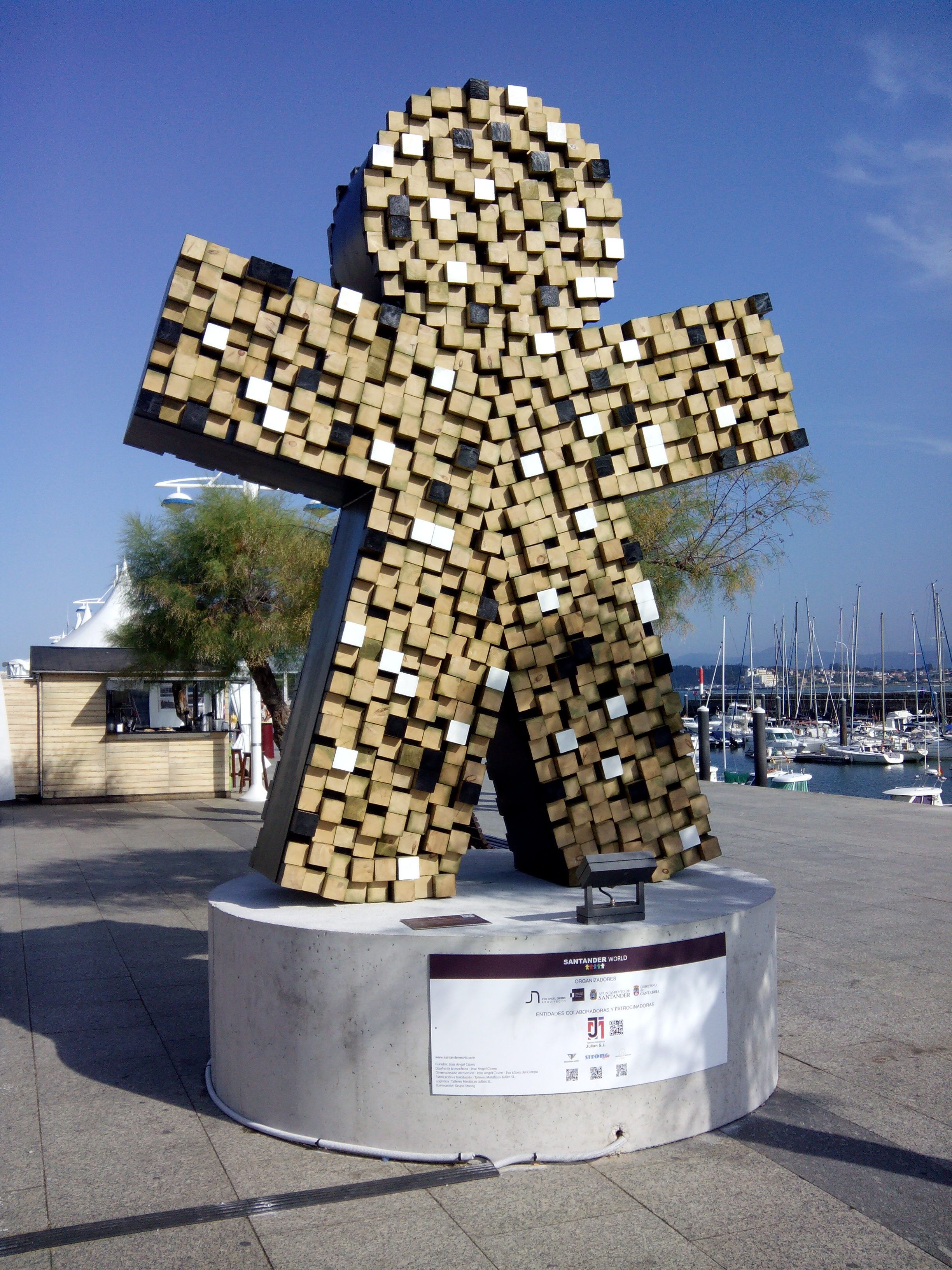
Escultura de Asia
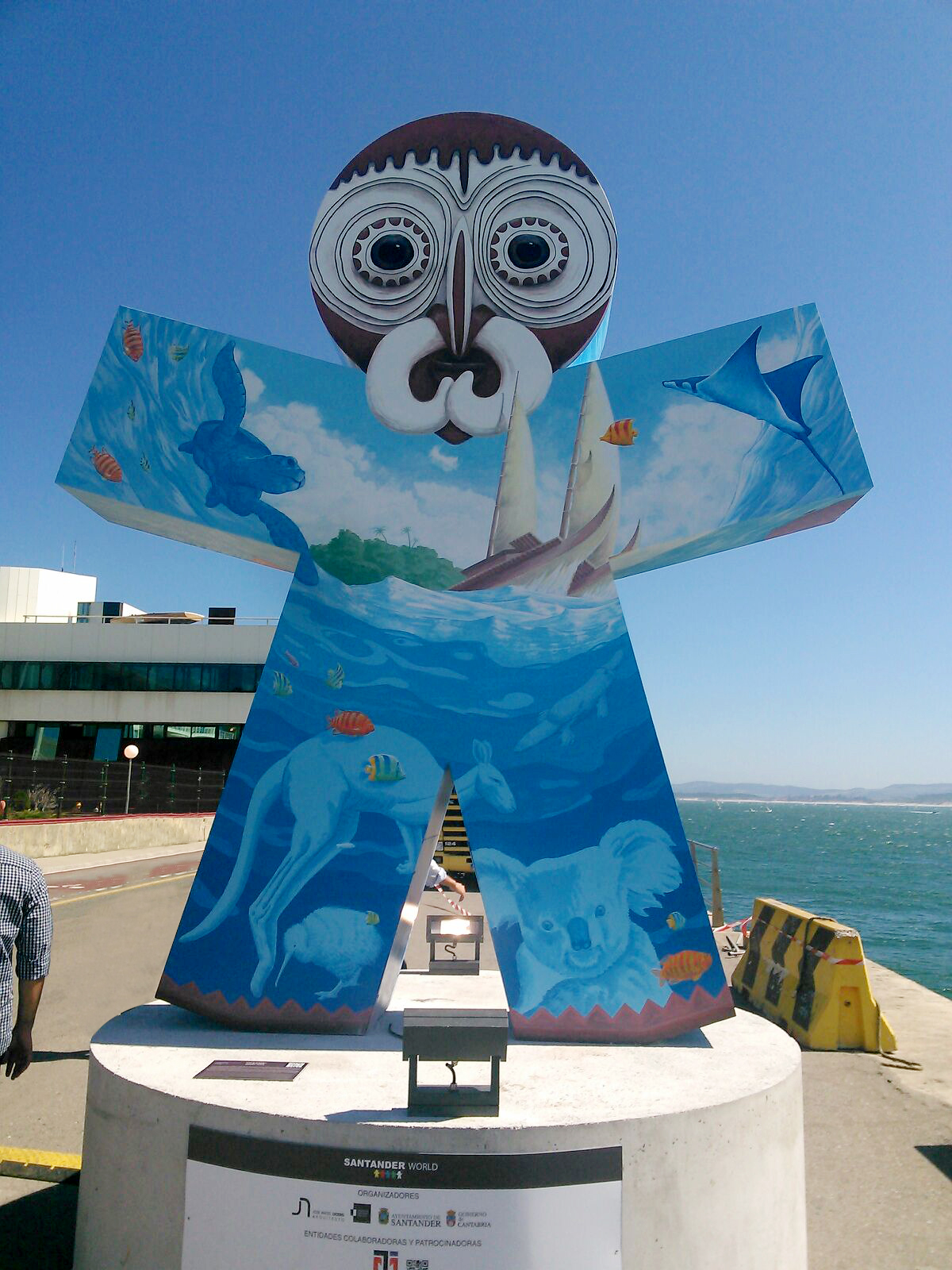
Escultura de Oceanía
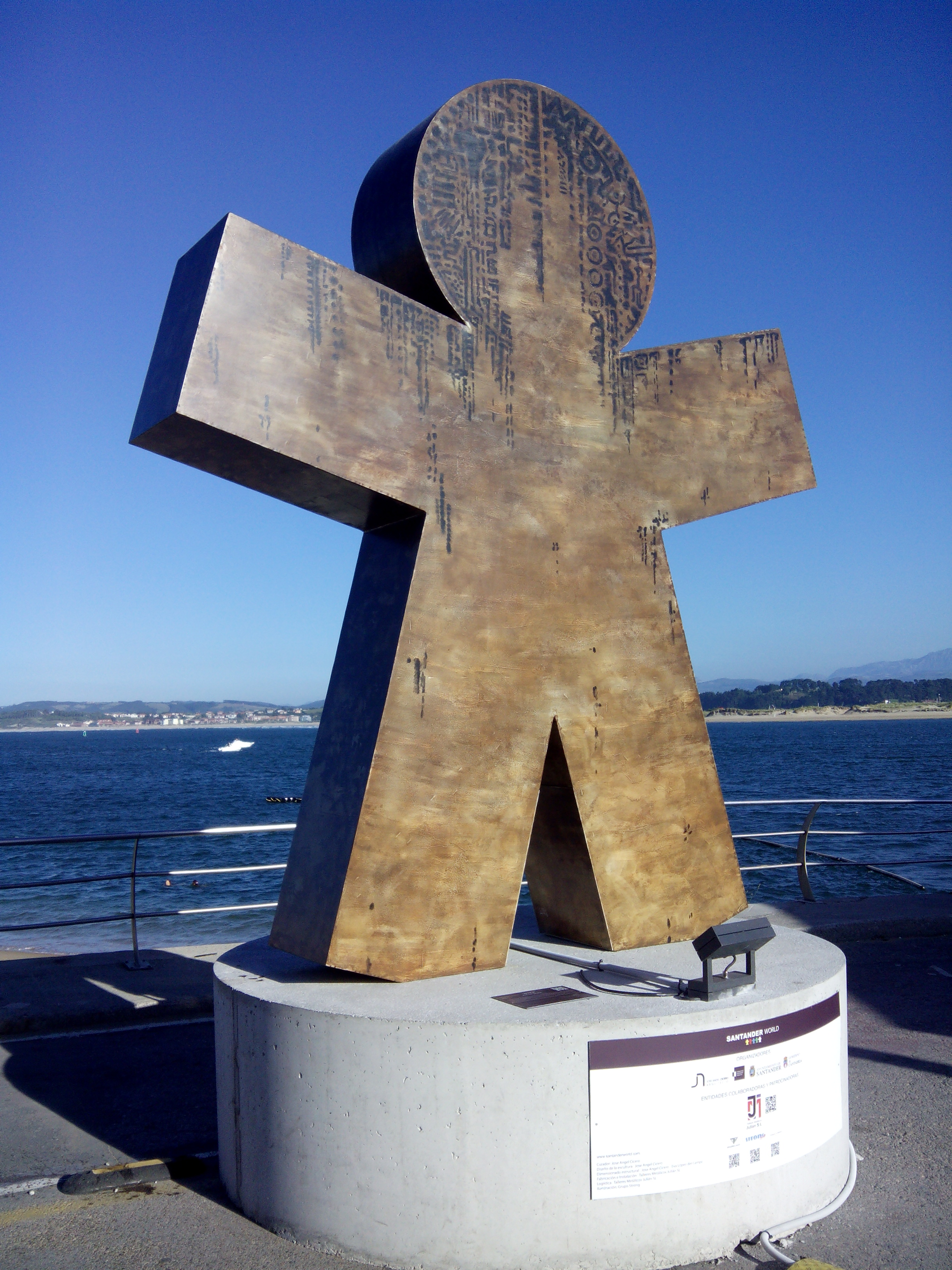
Escultura de África